# Диплатинаиндий
Диплатинаиндий — бинарное неорганическое соединение, интерметаллид
платины и индия
с формулой InPt2,
кристаллы.

## Получение
- Сплавление стехиометрических количеств чистых веществ:

{\displaystyle {\mathsf {2Pt+In\ {\xrightarrow {1005^{o}C}}\ InPt_{2}}}}

## Физические свойства
Диплатинаиндий образует кристаллы
ромбической сингония,
пространственная группа C mmm,
параметры ячейки a = 0,818 нм, b = 0,781 нм, c = 0,408 нм, Z = 4,
структура типа пентаплатинатригаллия Ga3Pt5.
.
Соединение образуется по перитектической реакции при температуре 1005°С.